# Fenètica
Fenètica o taximètrica, en taxonomia és la disciplina que classifica els organismes basant-se en la seva similitud global, normalment ho fa sobre la morfologia o altres característiques observables sense atendre a la seva filogènia o la seva relació evolutiva. Està estretament relacionada amb la taxonomia numèrica que és la que es preocupa de l'ús de mètodes numèrics per a la classificació taxonòmica.
La fenètica ha estat de bon tros superada per la cladística per a la recerca dins de relacions evolutives entre les espècies. Tanmateix, alguns mètodes fenètics com el de neighbor-joining, han trobat el seu camí dins la cladística com una aproximació raonable de la filogènia quan mètodes més avançats (com la inferència Bayesana) són molt cars computacionalment.

## Exemple
Considerant per exemple els ocells cantaires, es poden dividir en dos grups
- Corvida, que reté caràcters antics en el fenotip i el genotip, i Passerida, amb característiques més modernes. Però només els Passerida són un grup amb relacions estretes; els Corvida tenen llinatges antics i independents distanciats, poc estretament relacionats. En l'anàlisi fenètica el gran grau similitud global entre els Corvida els farà aparèixer com monofilètics també, però ells tenen trets que eren presents en els antecessors de tots els ocells cantaires. És la pèrdua d'aquests trets ancestrals més que no pas la seva presència el que és significatiu sobre quins ocells cantaires estan més estretament relacionats entre ells que entre altres ocells cantaires.
Molts sistemàtics continuen fent servir mètodes fenètics, especialment en relació amb qüestions a nivell d'espècie.
Les aplicacions modernes de la fenètica són comunes en la botànica.
A més moltes de les tècniques desenvolupades per taxonomistes fenètics han estat adoptades i esteses per ecologistes de la comunitat, degut a necessitats similars per tractar de grans quantitats de dades.